# 武功夜話
『武功夜話』（ぶこうやわ）は、戦国時代から安土桃山時代頃の尾張国の土豪・前野家の動向を記した覚書などを集成した家譜の一種。1959年（昭和34年）に発見され、1987年（昭和62年）、活字化された。成立年代や史料的価値には問題が指摘されている。

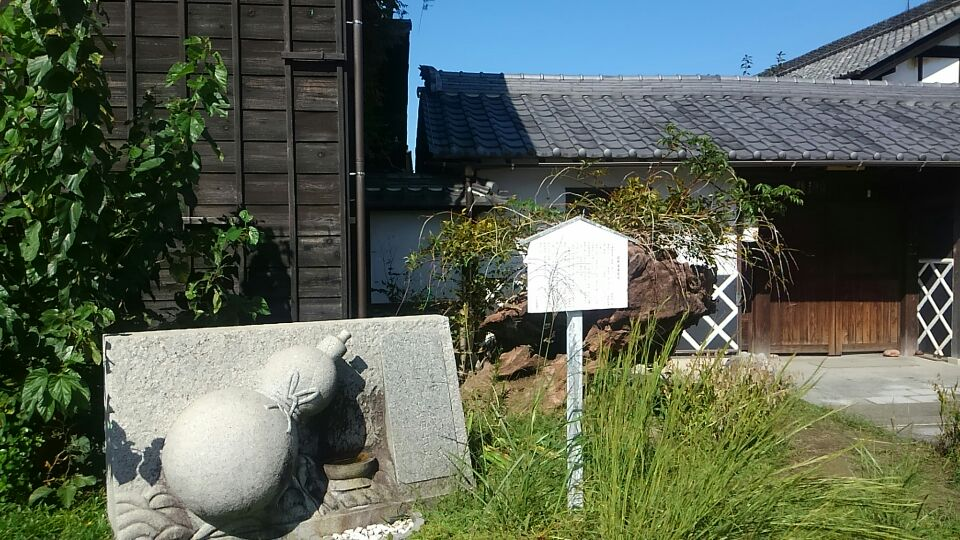
前野家屋敷跡（武功夜話発祥地）

## 概要
『武功夜話』は、「前野家文書」と呼ばれる古文書群のうち、最も代表的な記録である。3巻本、21巻本などいくつかの異本が存在している。前野家文書は、愛知県江南市の旧家（旧庄屋）吉田家に、先祖であると称する前野氏の歴史をまとめた書物として伝わっているもので、1959年（昭和34年）の伊勢湾台風で蔵中に入水し、中が露見して見つかったと称する。縁者の前野長康（本名は坪内光景）が豊臣秀次謀反によって切腹したこと、長康や編者の千代ら前野一族がキリシタンだったことから、人目につかないよう伝えられたという。
前野家の縁者で豊臣秀吉に仕えて大名にのぼった長康や、前野家と関係の深かったという蜂須賀氏、生駒氏などののちの大名家、そして生駒屋敷に出入りしていたという織田信長や豊臣秀吉の青年時代、桶狭間の戦いや墨俣一夜城の築城といった織田氏に関連する重要な事件について、類書には見えない情報を伝える。
1987年に吉田蒼生雄によって「武功夜話21巻本」などが『武功夜話』として新人物往来社から刊行され、戦国史を覆す資料として注目されるようになった。この際、『永禄洲俣記』などの前野家文書も活字化されている。現在、一般に『武功夜話』といえば前野家文書のうち刊行された史料群を指すことが多い。
なお、前野家文書は非公開である。享保期に尾張藩の内藤東甫が『張州雑志』執筆に関して吉田家に滞留1か月して古文書を見たという説があるが、内藤東甫は享保8年（1723年）に誕生しており、享保年間に彼が執筆することは不可能である。『張州雑志』執筆は9代藩主徳川宗睦の命であり、『前野家文書』の記述と矛盾する。東甫が丹羽郡・葉栗郡の項を執筆する前に死去したため、結局、世に出なかったと記されるが、もし完成したとしても藩蔵のため、明治期まで非公開であったとされる。上述の書籍化時にも一般には公開されていない。ただし、2000年には一部の学者により原本の成立時期などの調査が行われたほか、2005年の家系研究協議会記念大会時には、膨大な量の原本文書コピーや一部写真が研究家に公表されたが、原本が公表されることはなかった。吉田家は、東京大学史料編纂所の調査依頼に一度は応ずるが、結局約束を反故にしてその場に現れず、内容に関しても現代において作られたと考えられるものが多数含まれているにもかかわらず、今に至っても原本は公表されていない。
ただし、愛知県名古屋市の古書店により、原本を撮影したとする影印本が順次刊行されている。

### 本の系統
現在明らかにされている原本『武功夜話』の系統は表題が若干異なるが、巻数の違うものが多種存在する。代表的なものは以下の通りである。
1. 先祖により記録された古本（塊となり判読不可のものもある）。
2. 子孫による数々の写本。これが原本と呼ばれている。いずれも写本であり、書写者不明。
  1. 『3巻本武功夜話』…吉田雄翟[注 2]著。江戸時代前期。翻刻済み[注 3]。
  2. 『5巻本武功夜話』…3巻本の増補と考えられる。
  3. 『21巻本武功夜話』…3巻本及び5巻本のさらなる増補。一部は江戸中期に吉田雄武[注 4]によって再写（改訂？）されている。
3. 刊行書籍『武功夜話』…吉田蒼生雄書き起こし。21巻本の写本を活字化[注 5]。

刊行書籍は「21巻本」を書き下したものであり、これが後述の議論の元となっている。なお、吉田雄翟や千代によって著された原本は状態の悪化や散逸により残っておらず、写本も書写時期は明らかではない。2000年の原本調査では（調査は一部のみであるが）「江戸時代末期」とされており、それ以前の写本や明治以降に加筆されたものはないという。

## 史料的価値に対する論争
三鬼清一郎が『永禄州俣記』に「偽文書」が含まれているとして上記の3の刊行書籍を典拠に論文を発表し、その後を受けて偽書・偽文書説が巻き起こることとなる。

### 否定側
研究家間では前野家文書の史料性について、数々の疑問が提示されている。以前から服部英雄らは、記述の史実との相違や合成地名が記述されている問題など疑問点を取り上げていた。
- 1986年（昭和61年）、歴史研究家高橋紀比古が藤本正行・鈴木眞哉の「墨俣一夜城」築城疑問説を支持し、『武功夜話』を「近年、某所から秀吉による墨俣築城の工程・城絵図などを集録する書が見つかったが、書式・用語や絵図に描かれた城郭の欠陥などがめだちすぎ、良質の資料とは言いがたい」としている[8]。
- 1999年（平成11年）、隣接町内の郷土史家、勝村公が疑義を主張している[9]。勝村は信長の稲葉山城攻略を永禄7年8月と主張しており[10]、秀吉の墨俣築城を永禄9年と記述する『武功夜話』を否定している。
  - 「武功夜話」には岐阜県の富田村と加治田村が合併して地名になった富加という、昭和29年の町村合併で初めて誕生した合成地名があり、戦後に書かれたものである。「武功夜話」で最も有名な墨俣一夜城の部分も疑問が残る。『信長公記』には、墨俣一夜城の築城に関する記述がないことと、永禄四年に信長が墨俣城に帰城したとの記述があり、秀吉により突然出現したというのには疑義がある。また、伏屋のあたりに砦が築かれた時に協力した土豪らの名前が、墨俣伝説と類似している。さらに、尾張から墨俣に入り稲葉山城を攻めるのは、不合理な側面もある。『武功夜話』の木曽川の流れは、大洪水以降の可能性があり、岐南町図書館にある洪水以前の流域図の『木曾八流図』とは一致しない[注 8]。伏屋あたりに築城するなら、後ろは尾張領だから境川を境に前面防衛で済むが、墨俣では、いくら美濃三衆を籠絡したからといって、絶対安全とは言い難い。美濃攻略は、信長にとっても重要課題。なのに何故『信長公記』に秀吉の墨俣城築城がないのか不思議である。また、故人の郷土史家を史料作成者として実名で挙げて批判し、三鬼が論評を180度転換させたことに憤りを表している。
- 2000年（平成12年）、服部英雄も富加の地名を疑問視して以下のように述べる。「加茂郡富田村と加治田村が合併した際、その一字ずつをとって命名された新地名なのだ。露われたる馬脚、というべきか。語るに落ちる、というべきか。『武功夜話』が作成された時期の上限がここに語られている。昭和二九年より古くに遡ることはできない。ほかに八百津という地名も出てくるが、これは明治二二年（一八八九）町村施行時に、それまでの細目村を故事の考証に基づき新地名に改称したもので、それ以前には八百津という地名は存在しない（『角川地名大辞典』岐阜県、『偽書の日本史』〈『歴史民俗学』一五〉）)[12]。[注 9]また服部は佐々成政の北アルプス・ザラ峠越えに同行した家臣の顔ぶれが、ほかの信頼できる史料と比較して、『武功夜話』の人名はあまりにも違いすぎて不自然とし、浜松到着後の成政の行動もほかの史料と比較しておかしすぎると指摘する[12]。
- 2002年（平成14年）、藤本正行・鈴木眞哉は『全訳・武功夜話』について史料批判を行い、江戸中期以降に書かれたものであると断定している[5]。
  - 両者がページを割いているのが墨俣一夜城についての記述である。有名な墨俣一夜城であるが、実際には蜂須賀氏の家伝など、当時の記録には見られない[注 10]。この一夜城は江戸中期の『総見記』（織田軍記）による創作であるという。両者は織田信長が永禄4年に一時的に斎藤氏の「洲俣城」を占領したこと、『太閤記』の「永禄9年に信長が美濃のどこかに城を築き、秀吉に守らせた」という記述を混ぜ合わせたものだと主張している。また、『総見記』では「信長が墨俣城を築き、秀吉を城主にした」「年紀は永禄5年」など現在知られている話とはかなり異なるものであり、『絵本太閤記』や『真書太閤記』などの大衆的な軍記物でさらなる脚色が行われ、初めて現在知られているような「墨俣一夜城」の伝承が成立したとしている。その上で、明治以降も一夜城の典拠とされてきた太閤記の矛盾点を指摘し、創作に過ぎないとした。武功夜話の「墨俣一夜城」は後世の伝承に基づいて書かれたものだと結論付けている。
  - 長年「貸し出しを禁じ」られていた理由として、(1)前野長康がキリシタンであったこと、(2)長康親子が豊臣秀次事件に連座したこと、が挙げられているが、(2)の秀次事件が江戸時代に問題とされるはずはなく、(1)も長康は秀吉の命令でただちに改宗に応じており[注 11]これが問題となるはずはない（黒田家など、他の元キリシタン大名がそのことで批判された例はない）。理由としては不自然である。また、現在までも公開されていないことについて特に説明がない。
  - 『武功夜話』には前野長康が書き留めたという『五宗記』や前野宗康の記した『南窓庵記』などの出典が記載されているが、このうち長康本人が書いたはずの『五宗記』では自身が但馬守に任じられた年季が間違っている、時間的に前野宗康が死んだ後の記述にも『南窓庵記』を写したとされるなど、典拠の存在そのものが信用できず、必然的に歴史史料としては信用できない。また、吉田雄翟の口述を筆記した吉田千代が「今に存命の古老から聞き取りした」と記しているが、千代が聞き取りしたと記してある相手は『武功夜話』の原本となる『3巻本武功夜話』が書かれた寛永年間には既に死んでいる人物まで含まれており、それも一人や二人ではない。
  - 文体から古文書の真贋を調べるのも常套手段であるが、この点でも様々な指摘をしている。藤原は「現代的な読みやすい文章」と皮肉り、少なくとも江戸初期以前の文章ではないとしている。また、当時なかったはずの用語として「隊」[注 12]「手」（「鉄砲手」等）「ヒソヒソ語り」「城下の盟」などを挙げ、明治以降の表現もあるとしている。
  - 前野家文書は非公開とされ、発見以来40年以上経過しても専門家による検証があまりなされていないにもかかわらず、一級資料としての評価が独り歩きしている感がある。吉田蒼生雄自身は「粕谷一希さんと佐々克明さん、綱淵謙錠さん、大出俊幸さんに見てもらい（中略）出版することになった」と対談で述べている。しかし、粕谷は評論家、佐々・網淵は作家、大出は編集者である。歴史学・古文書学の専門家がいないプロジェクトチームの出版物であることは、はっきりさせるべきだと藤本は出版側の反論を批判している。
- 2000年（平成12年）に早瀬晴夫[13]が、2008年（平成20年）、勝村公[14]が幕臣坪内氏、小坂氏、肥後佐々氏の系図と『前野氏系図』とを比較し、前野吉田家と幕臣・坪内氏、小坂氏（幕末まで旗本として存続『寛永諸家系図伝』、『寛政重修諸家譜』に所収）との関係が全くないことで、『前野氏系図』が良峰氏系図、幕臣・坪内氏、小坂氏、肥後佐々家の系図に小坂雄吉、前野長康、前野勝長（佐々氏）をつなげて関係があったかのように剽窃しているとの疑義を主張している。
  1. 前野三兄弟は『寛政重修諸家譜』によると、長兄である小坂雄吉は清和源氏小坂氏の小坂政吉の嫡子となっており、雄吉の後は嫡長子の雄長（おなが）が継ぎ（五男一女）、織田信雄―豊臣秀吉―豊臣秀頼―松平忠吉と仕え、忠吉の死後、徳川家光に仕えて幕末まで旗本として存続している（幕臣小坂氏）。また『武功夜話』の著者吉田雄翟の父である雄善は小坂雄吉の嫡長子で後継者であるにもかかわらず、幕臣小坂氏の系図にまったく記載がない。
  2. 次弟の前野長康は『寛永諸家系図伝』、『寛政重修諸家譜』によれば坪内勝定の長子となっており、幕臣坪内利定は弟にあたり、他に計4人の弟までいることが判る（幕臣坪内氏）[注 13]。
  3. このように勝村の主張通り『寛永諸家系図伝』、『寛政重修諸家譜』に所収の幕臣坪内氏、小坂氏の系図と『武功夜話』の『前野氏系図』との整合性はまったくなく、血縁であるはずの幕臣坪内氏、小坂氏と吉田龍雲氏の吉田家が江戸時代260年間にわたって交際がまったく無いのも疑問である。特に坪内家の采地美濃国松倉郷（現在の岐阜県各務原市川島松倉町）、新加納（現在の各務原市那加新加納町）は前野吉田家（愛知県江南市前野）の目と鼻の先であり、また坪内氏庶流の5家も采地はいずれも美濃国羽栗・各務郡であり、まったく交際がないのは奇異ですらある[注 14]。
  4. また三弟の前野勝長は、1994年（平成6年）に吉田龍雲家から発見された『肥後国前野佐々氏系図』において『水戸黄門慢遊記』に出てくる佐々木助三郎（佐々宗惇＝佐々十竹）の肥後佐々氏が前野小兵衛勝長の子孫であるとしている。これら有名人の系図と『前野氏系図』の前野三兄弟をむりやり結びつけるなどの行為に対して疑問の指摘がある[14]。
  5. 同書、《第三章 尾濃平定に関る記述の検証》で『美濃國墨俣責図』と題して、滝喜義『前野文書が語る戦国史の展開』所収の『美濃國墨俣責図』【全訳本『武功夜話』所収の「永禄寅年（九年）前野将右衛門長康花押付 尾張地方絵図面（吉田家蔵）】を検証している[14]。これは、天正十四年六月二十四日の木曾川洪水による河道変遷によって、尾張北部の葉栗郡・中島郡・海西郡の一部が美濃国に編入された後の流路によって描かれている事を指摘し、昭和五年に竣工した「境川放水路」までもが絵図に書かれていることで、この絵図が昭和になって描かれたものではないかと疑問視している。この絵図は1980年（昭和55年）1月17日にNHKで放映された『歴史への招待』「藤吉郎一夜城を築く」においても呈示され、後に出版物でも写真が引用されている[15]。
  6. 一方、雄翟の娘千代は『武功夜話拾遺』を書き表したのち、寛文7年に「吉利支丹宗門により御仕置きに相成る」[16]とある。これは寛文元年から7年に起こった、尾張藩の「濃尾くずれ」という、尾張国葉栗郡村久野村を中心として葉栗郡・丹羽郡全域から美濃国まで広がったキリシタン弾圧（約2千人が犠牲になり処刑された）のことであると思われるが、丹羽郡前野村で名前が残るのは『愛知県史 資料編16 尾西・尾北』所収の『寛文五年 葉栗郡村久野村宗門改め』[17]に「一. 次郎兵衛姉壱人ちま、年四拾七、是ハ同郡宮田村勘十郎所へ廿九年已前ニ縁付申候、女子壱人もうけ、名ハたけと申候、其後廿二年已前ニ娘共ニ離別仕、次郎兵衛方へ参候、右之たけ八年已前ニ丹羽郡前野村権兵衛所へ縁付申候、此権兵衛母方之いとこ、同郡北山名村四郎右衛門と申者、きりし丹ニて四年已前ニなこやへ被召連候」とあるのみで、丹羽郡前野村（吉田）千代の名は見えない。また千代は切支丹信者として転宗もせずお仕置き（処刑）されたにもかかわらず、本家である吉田家が連座もせず闕所にもならず、江戸末期まで庄屋職を務められたのははなはだ疑問である。
  7. また『角川日本地名辞典 愛知県』[18]には葉栗郡前野村のところに「当村はキリシタンの多い村で、正徳元年の切支丹宗門出村付帳（近藤太郎氏蔵）や享和元年の尾濃葉栗見聞集などの中に当村の記述がある」としており、それらの文献を剽窃したものではないかと思われる。
- 2010年（平成22年）に寒川旭（独立行政法人：産業技術総合研究所招聘研究員）[19]が『一方、天正地震から半年経った一五八六年八月九日には、木曽川の大洪水が生じて河道が変わり、現在の流路になった。飯田汲事（名古屋大学名誉教授）によると、かつては更木（現・岐阜県各務原市）付近で西北西に向かい、やがて南西方向に一二〇度向きを変えて墨俣（現・岐阜県大垣市）から大藪（現・岐阜県安八郡輪之内町）にいたる流路だった。洪水後は、更木付近から真っ直ぐ西に向かって笠松（現・岐阜県羽島市笠松町）にいたり、そこから南西に流れて祖父江（現・愛知県稲沢市）を経て、南の弥富（現・弥富市）に向かう流路になった。全体として、旧流路の内（東）側に、少し緩やかな曲線を描くような新しい流路が生じている。木曽川は有史以降に何度も洪水を引き起こしているが、河道が変化した唯一の事例なので、直前に発生した天正地震で地形が変わったことが流路変更の原因と考えられている。』と、天正年間（天正十三年十一月二十九日）に起こった「天正地震」で、木曽川の流路が大きく変わり現在の流路になったことを検証している。[注 15]

・「武功夜話」が発見されたとする土蔵であるが、旧庄屋ということで吉田家には土蔵がありそうであるが、近所在住の人（現在は隣町の一宮市在住）の話で、そもそも吉田家には当時「土蔵」というものが無かった、という証言がある。これが事実であるならば、なぜ「存在しない土蔵から見つかったという出自から作る必要があったか」疑問が生ずる。

### 肯定側
- 2000年（平成12年）、吉田家に三鬼を初めとする愛知県史編纂委員会織豊部会が所蔵者・関係者立ち合いの元に2度調査に入り、原本（子孫による写本）は江戸時代後期に作成されたものであると断定した[注 16][注 17]。三鬼の判断を以下に要約する[20]。
  1. 武功夜話の史料的価値は、記述内容が正しいか否かという問題とは直接的に結びつかない。たとえ記述内容に誤りがあったとしても、それ自体が史料的価値を低めるものではない。仮に、故意に史実に反した記事がみられる場合でも、筆者がそのように書かざるをえなかった心情をさぐるなかに歴史の真実に迫る手掛かりが秘められているからである。
  2. 武功夜話は偽書として扱ってはならない。一般に偽書とは、既に存在しているものに似せて作成されるものであるが、『武功夜話』はオリジナルな作品であるから偽書には該当しない。当然ながら固有の史料的価値を有しており、それを確定づけるのが今後の課題である。
  3. 「偽文書」と「偽書」が混同され誤解が生じていることは残念である。史料所蔵者に不快な思いをさせ、ご迷惑をかけたことをお詫びしなければならない。当然のことながら、歴史を愛好するものとしては、史料の抹殺を是認するような態度はとるべきでない。
- 歴史研究家の牛田義文が発表した事を以下に要約する。
  1. 2003年（平成15年）2月に牛田は論考で[21]、藤本正行・鈴木眞哉の共著「偽書『武功夜話』の研究」中の墨俣一夜城築城否定説は根拠がないと主張し、「墨俣一夜城」が『美濃国諸旧記』（寛永・正保年間）、頼山陽の『日本外史』（文政十年）、『蜂須賀家記』（江戸後期編、明治九年刊行）の記述を基に、永禄九年九月に墨俣城が実際にて築かれたとしている[注 18]。
  2. 更に上掲書中の「五. 用語問題・富加問題、等」で、「『武功夜話』には、鉄砲隊とか蜂須賀隊のように「隊」の字が頻繁に出て来るが、昔は鉄砲衆とか鉄砲者とか言ったから、用語が不正解で近代的すぎるとの批判や、古くは「鉄炮」と書かれたのに、「鉄砲」と書かれたり、更には、赤穂浪士が切腹した直後頃に根岸直利が著した『四戦紀聞』[注 19]には前隊・銃隊・隊長・鉄砲の隊長などと、「隊」の字が頻出するし、鉄砲・火砲等の字も頻出……」と現実に江戸期に「前隊・銃隊・隊長・鉄砲の隊長などと、「隊」の字、鉄砲・火砲等の字が使用されていると述べている[注 20]。
  3. 2005年（平成17年）には「現代の我々は、東京横浜間を京浜、京と大阪間を京阪などと圧縮して呼び、東名高速・名神高速・東横線・目蒲線・高徳（高松から徳島）などと挙げて行けばきりがない。現代の人々がこのような呼び方をしたり、昔人々が阿波徳島と讃岐香川との間を結ぶ道を阿讃（街）道と呼んだように、この地方でも古い昔には近辺に「富加道」と呼ばれた道や「富加」と呼ばれた地域部分が存在していた気配がある」[22]と記述している[注 21]。
  4. また「【図A】[要出典]は前出の『武功夜話』とは全く別の記録、『武功夜咄』という古文献の一説ではあるが、『武功夜話』には富加が一地名の如くに書かれて居るように、『武功夜咄』でも富田や加治田も一地名として出てきた上に、さらに、「富加道」という言葉、即ち、阿讃道などと全く同様に隔離地間を繋ぐ略称のような言葉も出て来ている」と記述している[注 22]。
  5. 更に2008年（平成20年）に以下の様に記述している[23]。
    1. 蜂須賀正勝の父正利が尾張国海東郡蜂須賀村の土地（二百貫）[注 23]・屋敷を織田信秀によって奪われ、母方所縁の丹羽郡宮後村の安井屋敷へ逃れたと記述している[注 24]。
    2. 丹羽郡小折村の生駒八右衛門家長の事を、「尾張はいうに及ばず、遠く、飛騨・美濃・三河・伊勢・駿河方面にまで灰（肥料）や油（燈油）を商う大豪商であり、伊勢湾交易の拠点津島湊の権益を背景に織田信秀の雄飛を支えた下四郡の堀田道空と共に尾張の二大財閥ともいえる存在であった」と記述している[注 24]。
    3. 蜂須賀小六正勝の事を『武功夜話』の記述「蜂須賀小六殿、川並衆の棟梁に御座候。この人、生来の才略に勝れたる御仁に候なり。天文の頃、南蛮伝来の種子島なる飛道具の名手たれば、種子島なる飛道具を脇より離さず、威風、川並七流の勇士魁合して義盟ス。これ、すなわち蜂須賀党という」をもとに「むしろ、織田信秀に追われた蜂須賀一家が宮後村へ流れ着いて生駒家を頼り、生駒家の護送役や用心棒をしながら口すぎをしている内に、生駒家の一員として犬山城へ出入りをしたり、主に斎藤道三の稲葉山城へ傭兵として出入りするようになったと考えられる。そして、いつの間にか小六はその人望や力量から生駒家の用心棒頭に推される様になった、のみならず、さらに川筋衆（川並衆）とか川賊とも呼ばれる一団の首領格に祭り上げられるようになり、濃尾境界の木曽川七流や長良川・揖斐川の中洲周辺に住む川筋土豪の猛者たちを始めとして地侍や野武士らを束ねて、その規模、数千人に及ぶとも言われる程の強大な蜂須賀党（川筋衆集団―ゲリラ集団）を作り上げていくことになる[注 24][注 25][注 26]」
- 2008年（平成20年）、小和田哲男は、2005年（平成17年）に原本調査を行ったことを明かし、「偽書ではない、有用である」と結論づけた。小和田の調査結果を以下に要約する[6]。
  1. 近代になって捏造されたとする論は成り立たない。一連の史料を調査し、三鬼と同じく江戸時代に書かれたものと判断した。勝村・藤本・鈴木の指摘を精査したが、前後の部分と紙質・筆質が一致した。1907年（明治40年）以降の加筆はあり得ない。3人とも原本調査しておらず、三鬼の見解を全く参考にせず疑問である（偽書説批判）[注 27]。
  2. 3の刊行書籍は江戸後期・幕末期作成の『21巻本武功夜話』を活字化したものである。はしがきが一人歩きし、刊行書籍が寛永11-15年 (1634-1638) にかけて、吉田雄翟によって書かれたという共通認識になったものと思われる。これらの記述のベース『3巻本武功夜話』は寛永期に遡れる可能性がある。当初の『武功夜話』はそれまで吉田家に伝わった史料、雄翟自身で調べた研究成果を元に組み立てられた家伝史料である。
  3. 敗者側の貴重な記録である。いわゆる「正史」では川並衆の活躍ぶりは抹殺されているが、そうした部分に光を当てている。敗者の側から見たもう1つの戦国史の生の姿を伝えるものである。近世大名として残れなかった悔しい思いが代々にわたって史料を遺す執念に繋がったものと思われる。
  4. 『武功夜話』は消滅していく戦国経験が盛り込まれている史料として史料的価値がある。寛永の頃までは戦国時代を経験した人が生存しており、関係者が語ったことは聞き書きとして重要な情報である。吉田家に遺されている膨大な史料を、「偽書」の一言で切り捨てるのではなく、戦国・織豊期の貴重な情報源として今後の研究に生かすことが必要である。

### その他意見
- 谷口克広は「他の史料に記されていない史実も記されている」と認めつつ、「不正確な記事、ありえない表現もある」と肯定派・否定派両方の言い分に正しい点があるとして、「もともとの史料に後世の何者かによってかなりの手が加えられ、結果的に史料的価値が低下した本」としている。
- 2009年（平成21年）に、松浦武（元名古屋市立大学・愛知工業大学教授）が寺尾敏江、地元在住の研究家高田健三、子の松浦由起（豊田高専教授）の協力で、『武功研究と二十一巻本翻刻』と題して、前野吉田家に残された『二十一巻本』（別巻『千代女聞書』を含む）全3巻を原文のまま翻刻している[25]。
- 藤田達生は「荒唐無稽な部分も多く、良質な史料とは言い難いかもしれないが、信長や秀吉に関する一次史料の空白を補う参考資料としては貴重なものである」とし、さらに「近年では明白な偽文書さえ、作成の背景や意図が研究の対象となっているのである。偽書・偽文書として切り捨てるだけの時代は、とうの昔に終わっている」としている[26]。
- 松浦由起は藤本正行・鈴木眞哉が行った語彙による『武功夜話』否定を検証し、藤本・鈴木が当時存在しなかったとしている語彙のうちいくつかは室町～江戸期には使用類例があり、また特定の語彙が使用されなかったことを立証するのは難しく、語彙による年代検証は非常に困難であると指摘している[27]。